# Nevada (staat)
Nevada is een van de staten van de Verenigde Staten. De standaard afkorting voor de "Silver State", zoals de bijnaam luidt, is NV. De hoofdstad is Carson City. Nevada is de droogste staat van de Verenigde Staten en bestaat voornamelijk uit (half)woestijnen zoals de Great Basin Desert en de Mojavewoestijn. Grote delen van de staat zijn praktisch onbewoond. De bevolking woont sterk geconcentreerd: in het noordwesten rond de stad Reno en de relatief kleine hoofdstad Carson City, en in het zuiden in de metropool Las Vegas. De geschiedenis van Nevada is voornamelijk getekend door de mijnbouw en de gokindustrie. De grote bevolkingsgroei door massale (blanke) immigratie startte in 1859.

## Etymologie en uitspraak
Het Spaanse woord nevada betekent "met sneeuw bedekt" of besneeuwd (van de wortel nev). De naam van de staat wordt buiten het westen van de Verenigde Staten vaak anders uitgesproken. Om de plaatselijke uitspraak te bevorderen en aan te prijzen wordt soms een breve op de eerste a geplaatst: Nevăda. Op nummerborden is deze spelling sedertdien ook verkrijgbaar.

## Geschiedenis

### Eerste Europese verkenningen (1770–1855)
Voordat de Europeanen het huidige Nevada koloniseerden werd het beperkt bevolkt door Indianenstammen. Het gebied kent een ruw en droog klimaat, waardoor de bevolkingsdichtheid (zeer) laag was.

#### Onder Nieuw-Spanje
De franciscaanse broeder Francisco Garcés was waarschijnlijk de eerste Europeaan die het gebied bezocht in de jaren zeventig van de achttiende eeuw. De Spaanse koning wilde de onbekende gebieden ten noorden van zijn Nieuw-Spanje verkennen en de onderkoning van Nieuw-Spanje (en lokale franciscanen) erkenden het belang om een verbinding over land te vestigen tussen Alta California in het noordwesten en de Golf van Mexico in het zuidoosten. Deze route leidde doorheen de Sonorawoestijn. Garcés werd een belangrijke speler bij de verkenning van deze route en hij verkende delen van de Sonorawoestijn, maar ook delen van de Mojavewoestijn en de rivier de Colorado.
Vervolgens werd het grondgebied van het latere Nevada geannexeerd als deel van het Spaanse rijk als deel van Nieuw-Spanje. Administratief viel het gebied onder het "Commandanca-General" van de Provincias Internas van Nieuw-Spanje. In 1804 werd California gesplitst en ging Nevada tot Alta California behoren.

#### Onder Mexico

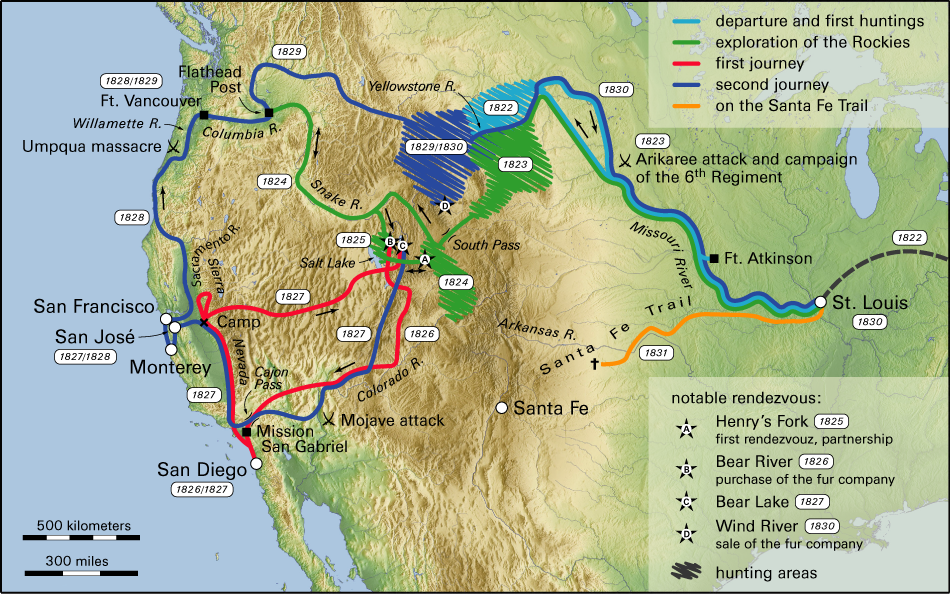
In rood de reis van Jedediah Smith in 1826-27, tevergeefs op zoek naar de Buenaventura/Humboldt

Toen Mexico in 1821 onafhankelijk werd, had Alta California nog maar een beperkte niet-Indiaanse bevolking. De geografie van het gebied was nog steeds niet goed bekend. Zo leefde het idee dat er een grote rivier aan de westzijde van de continentale waterscheiding moest stromen (net als de Mississippi in het oosten) die gemakkelijk navigatie mogelijk moest maken. De oorsprong voor deze legendarische rivier, de zogeheten Buenaventura, was waarschijnlijk de Humboldt, een rivier die eindigt in een endoreïsch bekken in Nevada. De Amerikaanse ontdekkingsreiziger Jedediah Smith ging in 1827 op zoek naar de Buenaventura, en reisde tot diep in het Mexicaanse grondgebied van Alta California. Hierbij verkende hij onder meer de vallei van Las Vegas, maar ontdekte de Humboldt niet. Ook op zijn terugtocht, dwars door de droge woestijn van het Grote Bekken heen, waar hij bijna stierf door uitdroging, kon hij de Humboldt niet vinden. Een jaar later verkende de Canadees Peter Skeen Ogden de omgeving van het Great Salt Lake in Utah en het westelijke deel van het Grote Bekken, waarbij hij de Humboldt vond en voor 530 kilometer volgde naar zijn droge einde.
In 1833-34 verkende Joseph R. Walker in een door John Jacob Astor gefinancierde expeditie de woestijn van het Grote Bekken, met als doel een route te vinden naar Californië. Walker ontdekte de Humboldt, de gehoopte Buenaventura, die een natuurlijke verbinding van oost naar west door het droge en bergachtige gebied vormt. De Humboldt was later van cruciaal belang omdat er zoet water en gras te vinden was langs de Humboldt in het voor de rest droge gebied van het Grote Bekken. Dit zou de basis vormen voor de California Trail. Walker ontdekte eveneens dat deze Humboldt niet tot de Grote Oceaan liep, maar eindigde in een zoutmeer. Hij stak de hete en droge Forty Mile Desert over en bereikte de rivier de Carson.
Vanaf de jaren veertig werd het noorden van Nevada een belangrijk doorgangsgebied vanuit de Verenigde Staten naar de "gold rush" gebieden in het noordwesten van Californië. De migranten volgden de California Trail. Men trok door het noorden van het huidige Nevada en volgde de Humboldt stroomafwaarts naar de Sierra Nevada in Californië.
In 1847 vestigden mormoonse pioniers zich nabij het Salt Lake op toenmalige Mexicaans grondgebied in het huidige Utah. Men wilde een territorium uitroepen dat erkend zou worden door de Verenigde Staten als deel van de Verenigde Staten.

### Territorium van de Verenigde Staten (1848/1850)

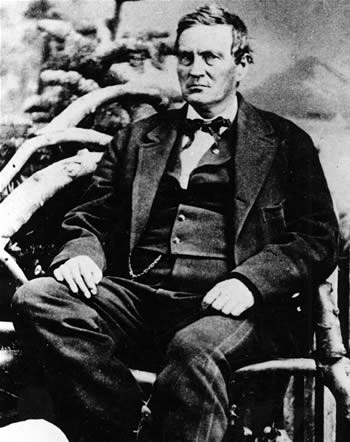
Abraham Curry, een van de drijvende krachten achter de stichting van de staat en stichter van de hoofdstad Carson City

Na de oorlog van 1848 moest Mexico een enorm gebied afstaan aan de Verenigde Staten, met onder meer het huidige Nevada. Mexico had nooit enige formele controle uitgeoefend over het gebied van het huidige Nevada, dat toen bekend stond als Washoe. Een jaar later, in 1849, starten de mormonen het proces om hun staat "Deseret" te laten erkennen als staat. Men koos voor de erkenning als staat omdat Californië en New Mexico dit ook aangevraagd hadden. Men claimde een groot gebied, het gehele Grote Bekken en het gehele Amerikaanse deel van het stroomgebied van de Colorado. In 1850 werd in de plaats van Deseret het Utah-territorium erkend. Dit besloeg de noordelijke helft van het voorgestelde Deseret. Een jaar later, in 1851, werd de eerste blanke nederzetting in het huidige Nevada gesticht: "Mormon Station", het huidige Genoa, zo'n twintig kilometer ten zuiden van het latere Carson City. Dit was de eerste van verschillende mormoonse reisposten langs de route naar Californië. Ook in het oosten van het huidige Nevada, nabij de grens met het huidige Utah, ontstonden kleine mormoonse nederzettingen. Het westen bleef achter, tot de ontdekking zilver en goud in 1859.
In 1858 trok Abraham Curry naar het westen van Utah, nadat hij had gehoord dat het westen van het territorium verlaten werd door de mormonen omwille van het gewapend conflict tussen de mormonen en de federale overheid. Hij trok eerst naar Genoa, maar verliet de stad omdat hij deze te duur vond. Omwille van een afkeer van de mormoonse invloed op de overheid van Utah, wilde hij met een groep gelijkgezinden het westen van Utah afsplitsen en hij greep zijn kans vanwege de afwezigheid van de mormonen. Op zoek naar een goede plek voor een toekomstige hoofdstad stichtte hij in hetzelfde jaar Carson City. Een jaar later, in 1859, werd de Comstock Lode-ertsader met zilver en goud ontdekt, twintig kilometer ten noordwesten van Carson City. Dit zorgde ervoor dat tienduizenden migranten naar de westregio van het territorium trokken. Virginia City groeide uit tot een mijnstad en ook het nabije Carson City groeide. De afstand tussen Salt Lake City en het uiterste westen bleek groot. Een ander probleem waren de spanningen tussen de Mormoonse bewoners in het oosten en de niet-mormonen in het westen van het territory. Op 2 maart 1861 scheidde de regio zich af van Utah als het Nevada-territorium. De naam verwees naar de Sierra Nevada in het westen. Het grootste deel van de Sierra Nevada lag echter in Californië, wat toen nog niet zo duidelijk was. De hoofdstad werd Carson City, zoals voorzien door Abraham Curry.
Mark Twain zou vanaf 1861 een tijd in Nevada verblijven en o.a. voor de krant Territorial Enterprise werken. Het zou een vormende periode voor zijn latere schrijverscarrière blijken. Twain was echter ook omstreden omdat hij regelmatig sensationele nepartikelen schreef. In dezelfde periode werd de Pony Express geopend, een Koeriersdienst die van Missouri naar Californië liep en o.a. Carson City aandeed.

### Staat Nevada (1864),boomen grenswijzigingen

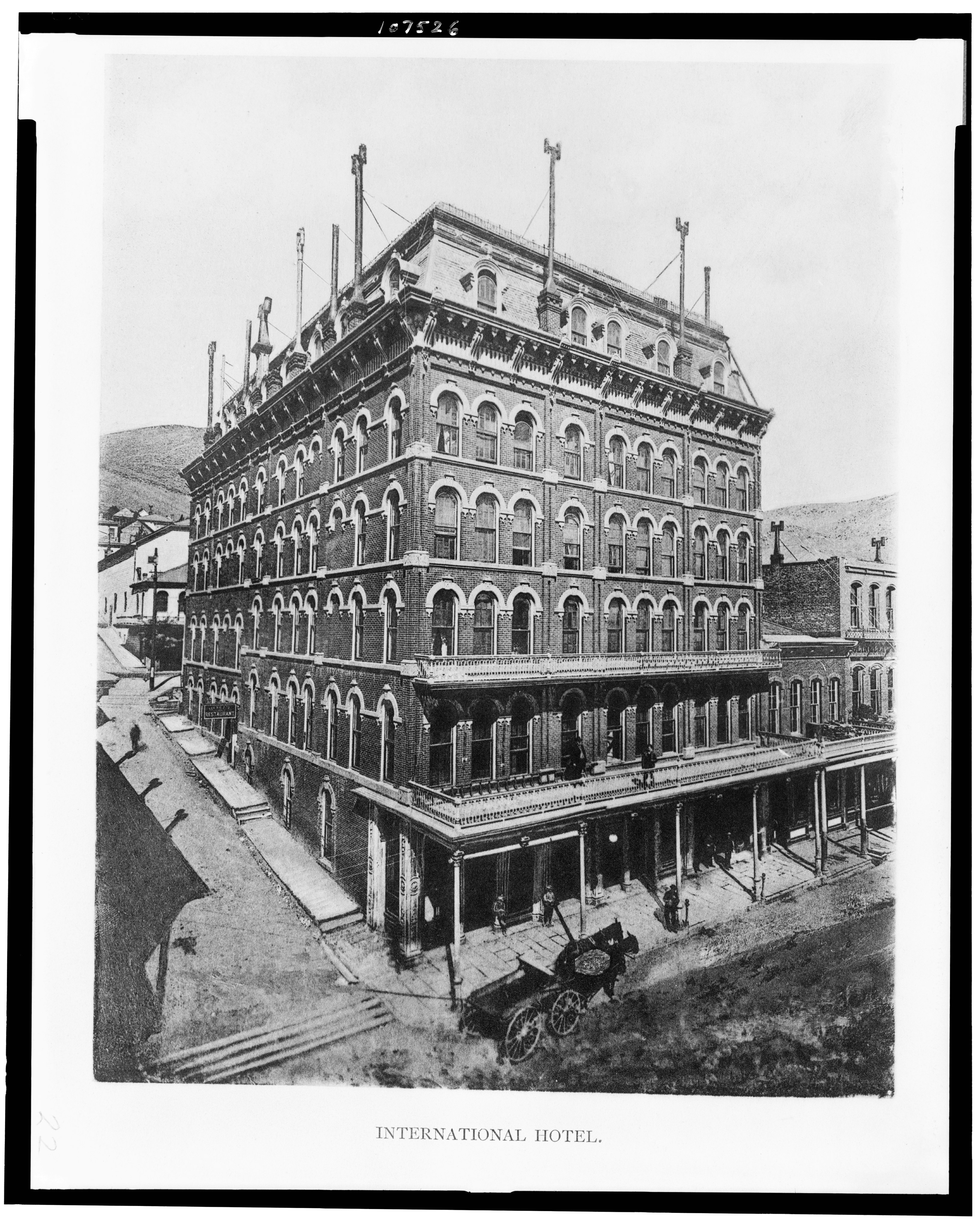
Het International Hotel in Virginia City, hier gefotografeerd in 1890. Door de grote vondsten in deze mijnwerkerstad was er behoefte aan een luxe hotel. Dit hotel werd geopend in 1877 en had de eerste lift in het westen van de VS, Oosterse tapijten en zelfs palmbomen in de lobby.

Op 31 oktober 1864, tijdens de Amerikaanse Burgeroorlog werd Nevada formeel de 36e staat van de Verenigde Staten. Vandaar dat ook wel de bijnaam Battle Born wordt gebruikt. Dit gebeurde slechts acht dagen voor de presidentsverkiezingen. Mogelijk wilde Abraham Lincoln zijn herverkiezing veiligstellen met een extra staat die zijn kant zou kiezen maar achteraf gezien had hij de stemmen uit Nevada niet nodig. Normaal vereiste men dat een nieuwe staat 60.000 inwoners had, maar Nevada had er slechts iets meer dan 10.000 in 1864. De volgende jaren zou de bevolking echter sterk aangroeien: in 1870 bedroeg het bevolkingsaantal al 43.000 inwoners. De mijnsteden die in een oogwenk ontstonden, waren berucht om hun gokgelegenheden, drankmisbruik en prostitutie.
In 1866 werd de grens tussen Nevada en het Utah Territory naar het oosten opgeschoven. Een jaar later won Nevada opnieuw grondgebied, deze keer ten koste van New Mexico: het gebied rond Las Vegas werd toegevoegd aan Nevada nadat er goud was ontdekt.
Vanaf 1863 werd er gebouwd aan de eerste transcontinentale spoorweg. Deze zou ook door het noorden van Nevada gaan lopen. In 1868 werd Reno gesticht, aan de spoorweg, ten noorden van de Comstock Lode. Reno zou uitgroeien tot een belangrijke stad en was in de eerste helft van de twintigste eeuw, na de krimp van Carson City en voor de groei van Las Vegas, de grootste stad van Nevada.
Homesteading, een belangrijk fenomeen in andere westelijke staten van de Verenigde Staten, waarbij men gratis land kreeg van de overheid, kon in Nevada niet op grote schaal gebeuren omwille van het droge klimaat. Akkerbouw is slechts mogelijk op enkele plaatsen en in het grootste deel van Nevada was dus enkel extensieve veeteelt mogelijk. De maximale afmetingen van homestead-gronden waren aldus te klein om enkel van deze gronden te kunnen leven. Vroege immigranten kozen daarom voor een vestiging nabij water en lieten hun vee grazen op het omringende openbare land, dat niet door andere geclaimd werd omdat het zonder water toch niet interessant was. Vandaag de dag is nog steeds (sinds 1848 dus) meer dan 80% van het grondgebied van Nevada in handen van de (federale) overheid.

### 1880–1931
Tussen 1880 en 1900 daalde de bevolking van Nevada met 32% doordat de opbrengsten van de mijnbouw terugliepen. Voor hoofdstad Carson City zou het tot 1960 duren eer het inwonertal van piekjaar 1880 opnieuw bereikt werd. In 1900 werd bij Tonopah echter een rijke zilverader gevonden, gevolgd door goudvondsten bij Goldfield en Rhyolite. Dit zorgde opnieuw voor een aangroei van de bevolking (meer dan 80.000 inwoners in 1910).
In het begin van de twintigste eeuw trachten progressieven hervormingen door te voeren om het kapitalisme in te perken. Men droomde van een burgerlijk Nevada met universiteiten, een verheven idealisme en een op sociaal vlak hervormde overheid. In 1910 nam de staat een wet aan die kansspelen verbood. De jaren 1910 werden gekenmerkt door desillusie omwille van niet doorgevoerde sociale hervormingen en een bevolkingsafname. Tegen 1920 leefde het beeld van een Nevada als een "beautiful desert of buried hopes": een mooie woestijn van begraven hoop (op een betere toekomst).

### 1931–2018

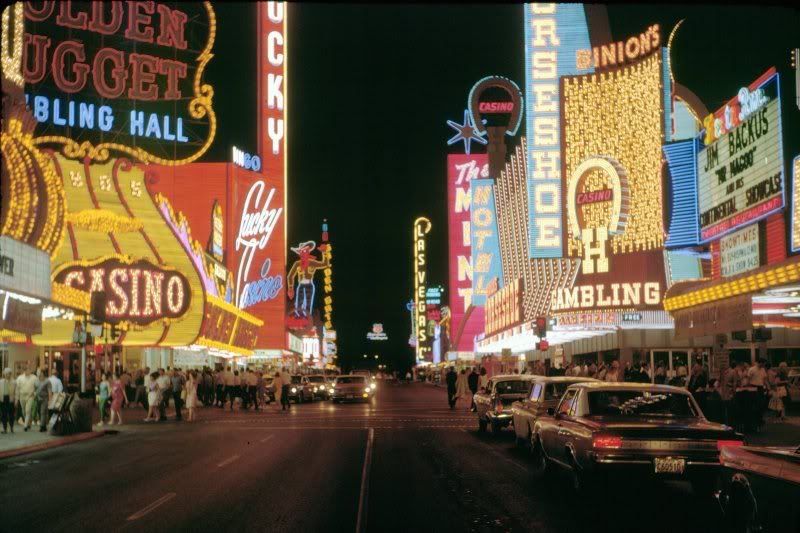
Las Vegas eind jaren zestig.

Het verbod om kansspelen had er allerminst voor gezorgd dat er minder gegokt werd. Om belasting te kunnen heffen werd het gokken in 1931 weer gelegaliseerd, onder zwaar protest vanuit Washington D.C.. Dit startte een tweede economische boom. In eerste instantie werd Reno de belangrijkste gokstad. Van 1931 tot 1935 werd er gebouwd aan de Hooverdam. Dit zorgde ervoor dat het slaperige plaatsje Las Vegas, ondanks zijn ligging in de hete Mojavewoestijn, in korte tijd uitgroeide tot een grote stad. In 1941 werd hier de El Rancho Vegas geopend, een resort met een casino, entertainment en hotel in een. Dit concept zou een trendsetter worden. De crimineel Bugsy Siegel kwam naar de stad om een tweede resort op te zetten en vele andere criminelen volgden waardoor stap voor stap de Las Vegas Strip ontstond. Vanaf 1941 kende Las Vegas een exponentiële groei die pas rond het jaar 2000 ging afzwakken.
Mede dankzij goede transportverbindingen met de grote metropolen in Californië, zeer laagdrempelige echtscheidingswetten en de idee van "snel rijk worden", kende Nevada een zogeheten "boom-and-busteconomie" met voornamelijk "boom". Dit duurde tot 2008 wanneer de financiële crisis grootschalige speculatie in huisvesting en casino's aan het licht bracht.
Tussen 1951 en 1962 werden op de Nevada Test Site, ten noordwesten van Las Vegas, bijna 1000 kernproeven uitgevoerd.

## Geografie

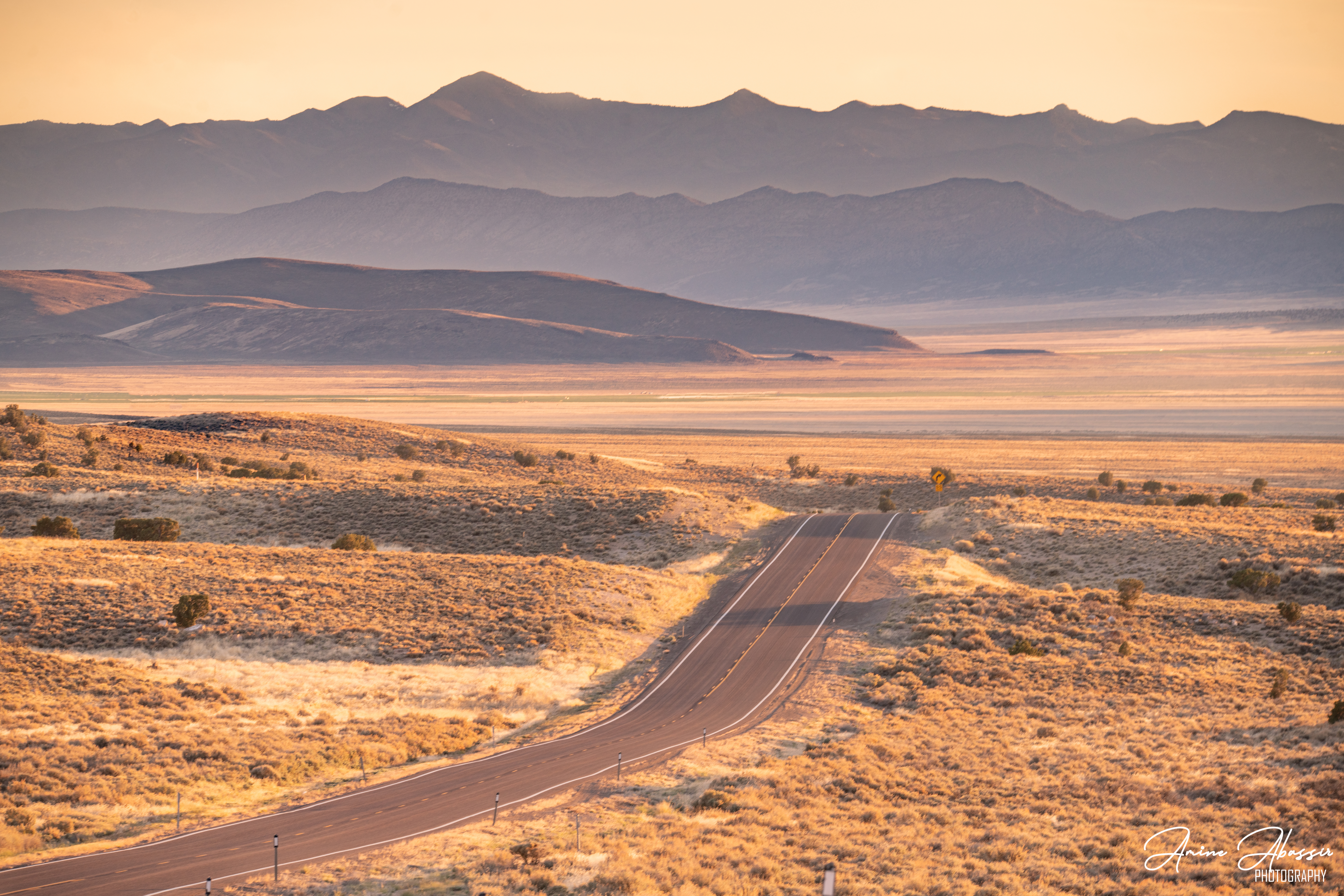
U.S. Route 50 loopt dwars door het Grote Bekken en wordt "The Loneliest Road in America" genoemd.

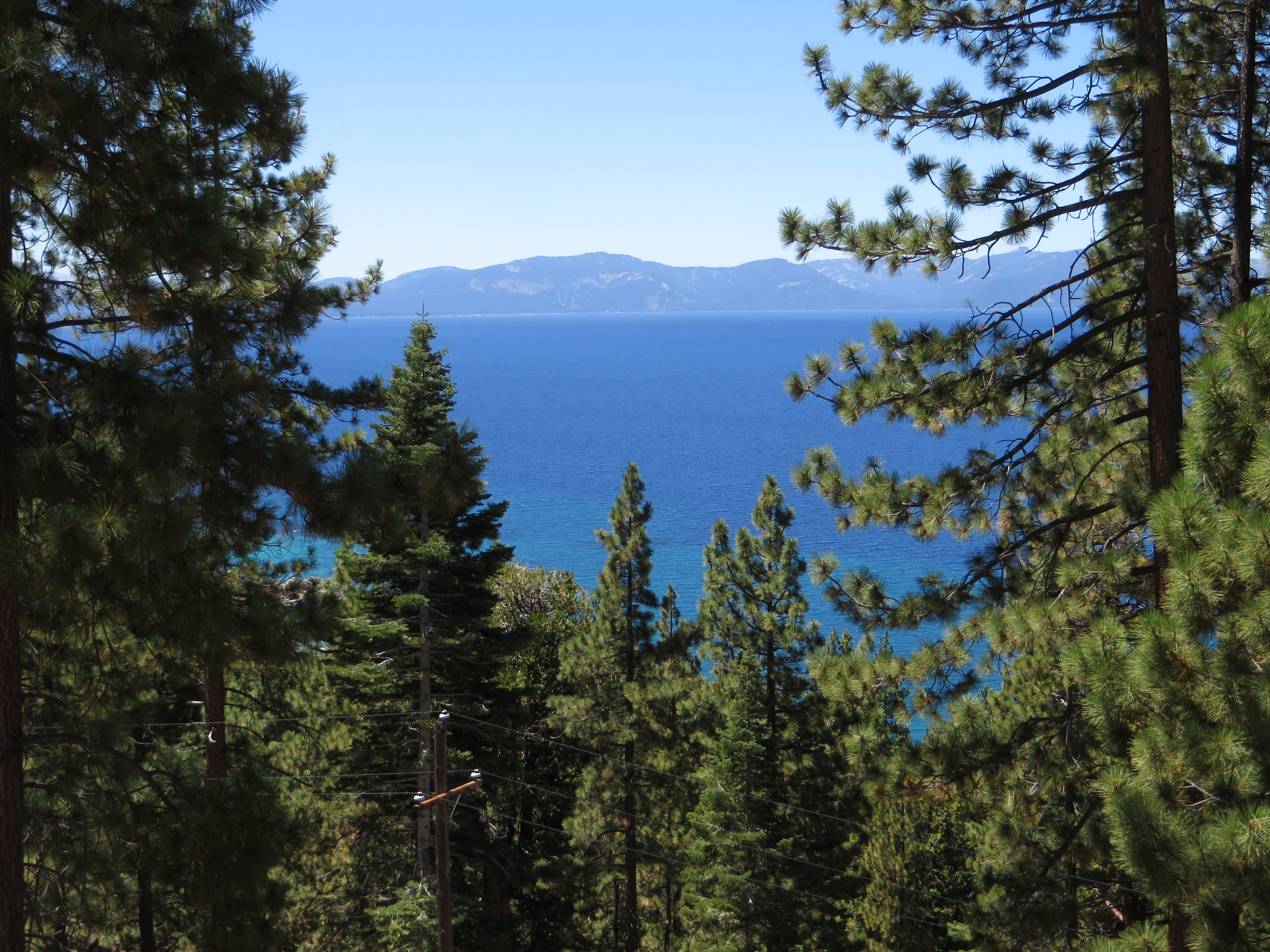
Lake Tahoe in de Sierra Nevada op de grens van Californië en Nevada.

Het oppervlak van Nevada beslaat 286.585 km², waarvan 284.449 km² land. De staat grenst in het noorden aan de staten Oregon en Idaho, in het westen en zuiden aan Californië en in het oosten aan Utah en Arizona. De grens in het uiterste zuiden wordt gedeeltelijk gedefinieerd door de rivier de Colorado, die door Lake Mead stroomt, waar zich de grote Hoover Dam bevindt. De staat ligt in de tijdzone Pacific Standard Time en gebruikt zomertijd (Pacific Saving Time) van de tweede zondag in maart tot de eerste zondag in november.
Met uitzondering van het centrale noorden en het zuiden van Nevada ligt het grootste deel van Nevada in de woestijn van het Grote Bekken. Met uitzondering van de bergketens kent dit deel van Nevada een koud steppeklimaat. Deze woestijn ligt binnen het Grote Bekken, een gebied dat niet afwatert naar de oceanen, maar enkel een interne drainage kent. Dit Grote Bekken bestaat uit verschillende kleine en grote stroomgebieden met een zoutvlakte of een (seizoenaal) zoutmeer als laagste punt. Het grootste endoreïsch stroomgebied is dat van de Humboldt, tevens de grootste rivier binnen het Grote Bekken, die eindigt in de Humboldt Sink. De oever van deze rivier was in de 19e eeuw onderdeel van het California Trail waarlangs men naar het westen trok. Een ander endoreïsch stroomgebied is dat van de Quinn, eindigend in de Black Rock Desert. Andere belangrijke rivieren zijn de Truckee en de Walker River.
Het uiterste zuiden van de staat ligt in de aansluitende Mojavewoestijn. De overgang tussen de Great Basin Desert en de Mojavewoestijn heeft voornamelijk te maken met de hoogte en daarmee samenhangende gemiddelde temperatuur. De Great Basin Desert is een koude woestijn, terwijl de Mojavewoestijn tot de warme woestijnen wordt gerekend, een woestijnklimaat kent met minder neerslag. Dit deel van de staat kent wel moessons en onweerstormen en behoort tot het stroomgebied van de Colorado die wel afwatert naar zee. Het noorden behoort (via de Bruneau en de Owyhee) tot het afwateringsgebied van de Columbia River.
Nevada is de Amerikaanse staat met de minste neerslag per jaar maar kent een grote diversiteit aan klimaten. Het grootste deel van de staat heeft een steppeklimaat, terwijl het zuiden (de regio rond Las Vegas) in de Mojavewoestijn ligt met een woestijnklimaat. Een groot deel van de staat is hierdoor droog maar binnen deze droge gebieden zijn bergketens te vinden met een heel ander klimaat. De geïsoleerde bergketens vormen zogenaamde sky islands waar het klimaat milder is en de flora en fauna anders en wilderiger is dan in de omliggende woestijn. De dieren die hier leven hebben geen aansluiting met de natuur in de omliggende gebieden.
Het grootste deel van de Great Basinwoestijn ligt hoger dan 1200 meter. De vallei van Las Vegas en omgeving ligt lager dan 1000 meter. Het noordwesten van Nevada, nabij de westelijke grens met Californië en de steden Reno en Carson City, valt binnen de uitlopers van de Sierra Nevada. In deze bergketen heerst een klimaat dat zich op de grens bevindt van een gematigd mediterraan klimaat en een koud steppeklimaat. Hier kan beperkt aan landbouw gedaan worden. De top van Boundary Peak (4005 m) in de White Mountains is het hoogste punt in Nevada. Ook deze top ligt heel dicht bij de grens van Californië, waar zich hogere punten bevinden, en wordt niet altijd als volwaardige berg gezien. In dat geval is Wheeler Peak in de Snake Range in het oosten van Nevada met 3982 meter de hoogste "berg" van Nevada. Het hoogste punt in het zuiden van Nevada en tegelijkertijd ook het hoogste punt van de gehele Mojavewoestijn wordt gevormd door Charleston Peak (3633 meter) in de Spring Mountains. De Spring Mountains torenen zo'n 3000 meter uit boven de naastgelegen agglomeratie van Las Vegas.

## Demografie

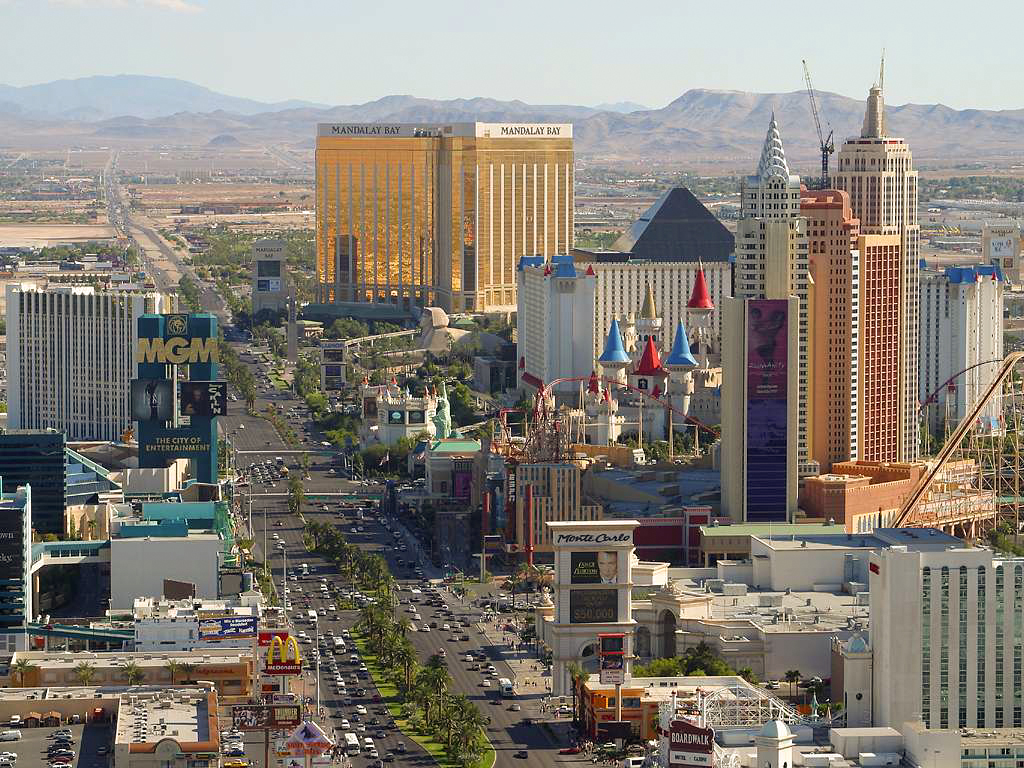
Las Vegas

In 2000 telde Nevada 1.998.257 inwoners (7 per km²) waarvan ongeveer 88% van de bevolking in een stedelijk gebied woont. Het inwoneraantal is in 2009 opgelopen tot 2.643.085 Daarmee is het de staat met de procentueel snelst groeiende bevolking. Grote steden in Nevada zijn Las Vegas, Henderson (naast Las Vegas), Reno, Sparks (naast Reno) en de hoofdstad Carson City.
De bevolking van Nevada woont zeer geconcentreerd in twee van elkaar gescheiden gebieden. Driekwart van de bevolking woont in Clark County, in het zuiden van de staat, met de metropool Las Vegas. Het gros van de rest van de bevolking woont in het noordwesten van de staat in of in de buurt van Reno en Carson City. De afstand tussen hoofdstad Carson City en Las Vegas bedraagt meer dan 500 kilometer en voert voornamelijk door onbewoonde woestijn.
50,6% is van Europese oorsprong, 28,7% is van Spaans of Latino oorsprong, 11,1% is van Afrikaanse oorsprong en 10,7% is van Aziatische oorsprong. 
De grootste afkomstgroepen zijn: 21,4% Mexicaans, 11,3% Duits, 9% Iers, 6,9% Engels en 5,8% Italiaans.
Religie in Nevada. 
35% is Protestants, 28% geen geloof, 25% Katholiek 4% Mormoon en 2% Joods.
Talen in Nevada.
De meest gesproken talen van Engels en Spaans.

## Economie
Het bruto product van de staat bedroeg in 2001 79 miljard dollar. Op 17 maart 1931, tijdens de crisisjaren, werd in Nevada om de economie te stimuleren het gokken gelegaliseerd en dit vormt nog steeds een belangrijke bron van inkomsten, vooral in Las Vegas. Als enige staat van de VS heeft Nevada county's waar prostitutie legaal is. Ook echtscheiding is in Nevada relatief gemakkelijk. Na zes weken in Nevada doorgebracht te hebben kunnen ook inwoners van andere staten er scheiden. Ondanks de haken en ogen die er aan deze regeling zitten, wordt er veel gebruik van gemaakt. Rechtsgeldig trouwen kan zelfs in één dag worden gedaan.
Nevada is de op twee na grootste producent van goud ter wereld, na Rusland en Zuid-Afrika en een grote producent van zilver. 84,5% van het grondgebied van de staat is in handen van de Federale overheid en grote gebieden (zie Kernwapentestgebied in Nevada), worden gebruikt door de Amerikaanse defensie. Ook Nellis Air Force base en Area 51 bevinden zich in Nevada.

## Bestuurlijke indeling
Nevada is onderverdeeld in 16 county's en één onafhankelijke stad.

## Politiek

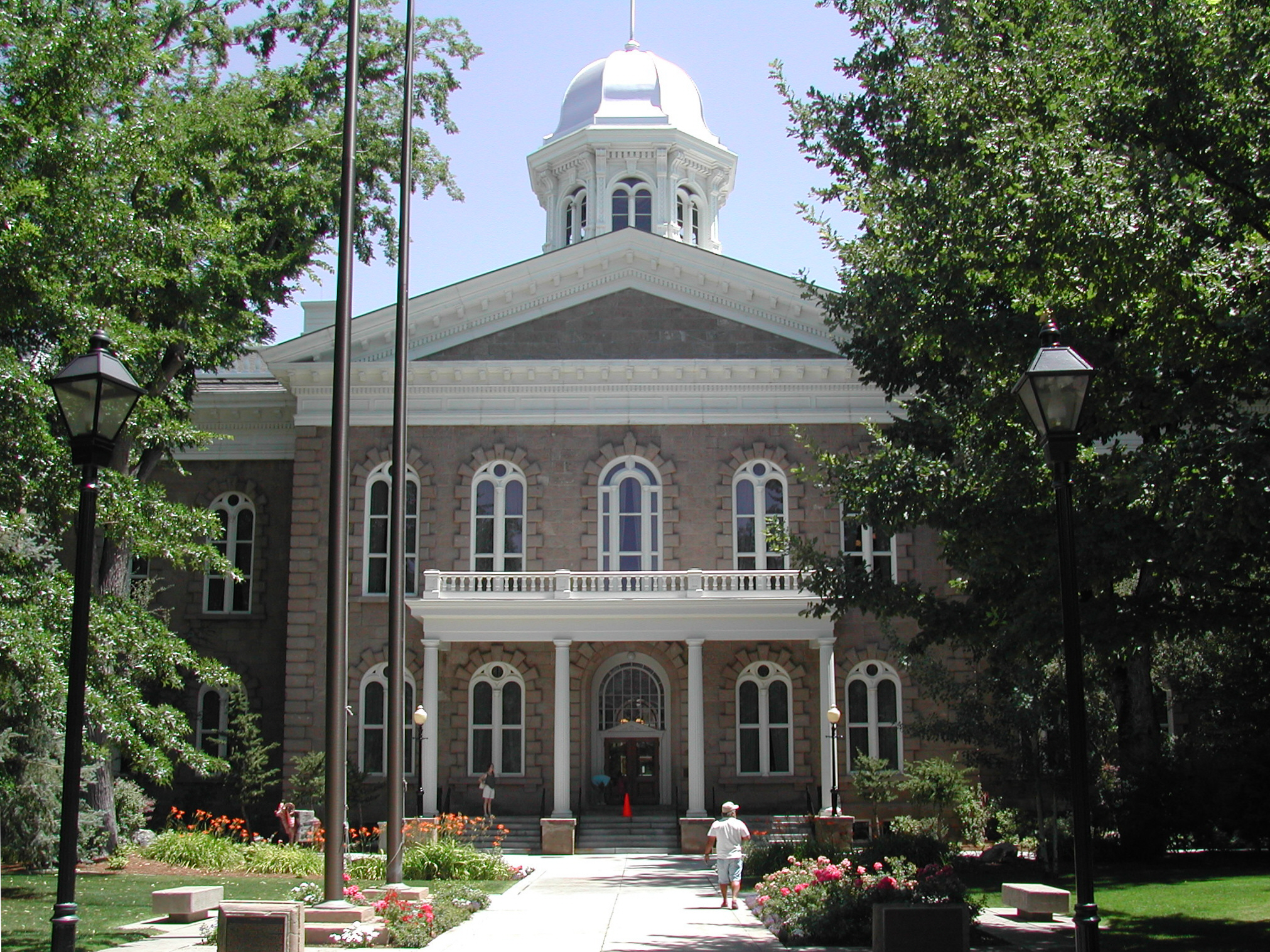
Het Nevada State Capitol in Reno.

Aan het hoofd van de uitvoerende macht van de staat staat een gouverneur, die direct gekozen wordt door de kiesgerechtigden in de staat. De gouverneursverkiezing van 2022 werd gewonnen door Joe Lombardo van de Republikeinse Partij. Hij trad in januari 2023 aan als gouverneur van Nevada.
De wetgevende macht bestaat uit de Volksvergadering van Nevada (Nevada Assembly) met 42 leden en de Senaat van Nevada (Nevada Senate) met 21 leden.
Het lagerhuis werd laatst verkozen in november 2022 en wordt opnieuw volledig verkozen in november 2024. Idem voor de Senaat, maar hier wordt telkens de helft (10 of 11 zetels) verkozen.
Het politieke klimaat wordt reeds sinds het begin van de staat gekenmerkt door zijn libertarische wetgeving. Dit is terug te zien in zijn vrije wetten aangaande gokken, trouwen echtscheiding en prostitutie.
| Nevada Assembly (2023) De 42 zetels zijn als volgt verdeeld: | Nevada Senate (2023) De 21 zetels zijn als volgt verdeeld: |

## Bezienswaardigheden

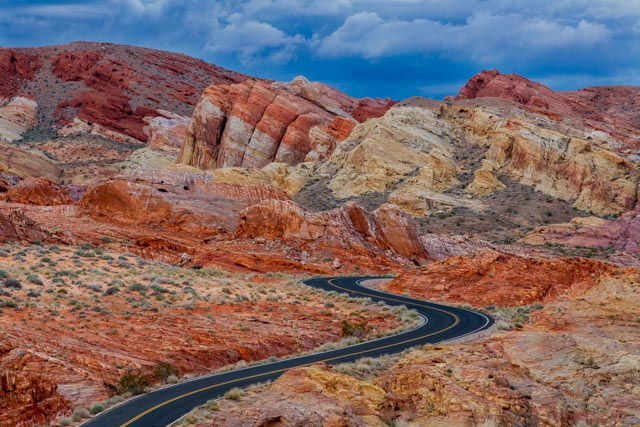
Een weg slingert zich tussen de gekleurde rotsformaties in het Valley of Fire State Park

De bekendste bezienswaardigheden zijn de goksteden Las Vegas en Reno. Buiten deze steden heeft de staat het nodige natuurschoon te bieden in verschillende nationale parken en staatsparken, zoals Great Basin National Park Humboldt-Toiyabe National Forest. Speciale steenformaties zijn te vinden in het Valley of Fire State Park, Cathedral Gorge State Park, Ash Meadows National Wildlife Refuge, Inyo National Forest en het Red Rock Canyon National Conservation Area
Verder zijn er National Trails, wandelroutes, die langs het vroegere California Trail, de route van de Pony Express en het Old Spanish Trail voeren.
Ook is er veel toerisme langs de meren. Het Lake Mead, met omliggende toeristische gebied en de Hooverdam. Een ander meer is Lake Tahoe op de grens met Californië. Virginia City is een oude goudzoekersstad die deels spookstad. Echte spooksteden zijn te vinden in het Berlin–Ichthyosaur State Park en het Ward Charcoal Ovens State Historic Park.
De Black Rock Desert is een woestijn die zo vlak is, afgezien van de bergen die er tussen staan, dat hier de nodige wereldsnelheidsrecord op land zijn gebroken. Ook wordt hier jaarlijks het festival van de Burning Man gehouden.